# Umberto Fadini
Umberto Fadini (Crema, 19 novembre 1862 – Cavazuccherina, 8 luglio 1918) è stato un generale italiano, decorato di Medaglia d'oro al valor militare alla memoria durante il corso della prima guerra mondiale.

## Biografia

Un disegno raffigurante Umberto Fadini

Nacque a Crema il 19 novembre 1862, figlio di Gerolamo e Luigia Tensini. Dopo aver frequentato il Collegio militare di Milano nel 1879 si arruolò nel Regio Esercito, venendo ammesso alla Regia Accademia Militare di Artiglieria e Genio di Torino da cui uscì due anni dopo con il grado di sottotenente assegnato all'arma di artiglieria. Assegnato in servizio al 14º Reggimento artiglieria da campagna, con la promozione a tenente, avvenuta nel 1884,  fu trasferito al 10º Reggimento artiglieria da campagna. Con la promozione a capitano, nel novembre 1890, passò in servizio al 13º Reggimento artiglieria da campagna, e promosso maggiore, fu dapprima al 20º Reggimento artiglieria da campagna, e dal maggio 1907, al 19º Reggimento artiglieria da campagna. In forza a questo reggimento prese parte, dal dicembre 1911 al febbraio 1912, alla guerra italo-turca combattendo in Libia. Promosso tenente colonnello fu assegnato in servizio presso il Ministero della guerra a Roma, e dopo l'entrata in guerra del Regno d'Italia, avvenuta il 24 maggio 1915, nel giugno dello stesso anno fu promosso colonnello assumendo il comando del 19º Reggimento artiglieria da campagna partendo per la zona di operazioni. Divenuto maggiore generale nel luglio 1917, dal 15 marzo dell'anno successivo assunse il comando dell'artiglieria del XXIII Corpo d'armata, posizionato sul Piave, all'estrema destra della 3ª Armata del Duca d'Aosta, verso il mare. Dopo essersi particolarmente distinto durante la battaglia del solstizio,  che terminò con la sconfitta degli austro-ungarici, in vista di un attacco che doveva portare alla riconquista di alcuni tratti di territorio tra il Piave e il Sile, eseguì una missione di ricognizione sul terreno. Il 7 luglio il veicolo su cui viaggiava fu colpito dallo scoppio di granata mentre si trovava in prossimità di Cavazuccherina, ed egli, rimasto gravemente ferito, decedette il giorno successivo. La salma fu tumulata nel cimitero di San Michele del Quarto, dove successivamente lo raggiunse quella del tenente generale Vittorio Luigi Alfieri. Per onorarne il coraggio fu insignito della Medaglia d'oro al valor militare alla memoria.

### Annotazioni
1. ↑  Durante la battaglia non esitò a salire su un pallone aerostatico per meglio osservare il tiro dei suoi cannoni.

### Fonti
1. ↑  Carolei, Greganti,  Modica 1968, p. 134.
2. 1 2 3  Coltrinari, Ramaccia 2018, p. 103.
3. 1 2 3 4 5 6 7 8 9  Combattenti Liberazione.
4. ↑  Sbalchiero 2019, p. 103.
5. ↑  Sbalchiero 2019, p. 209.
6. ↑  Sito web del Quirinale: dettaglio decorato.
7. ↑  Gazzetta Ufficiale del Regno d'Italia n.85 dell'11 aprile 1917, pag.1797.